# Alexandersarcofaag

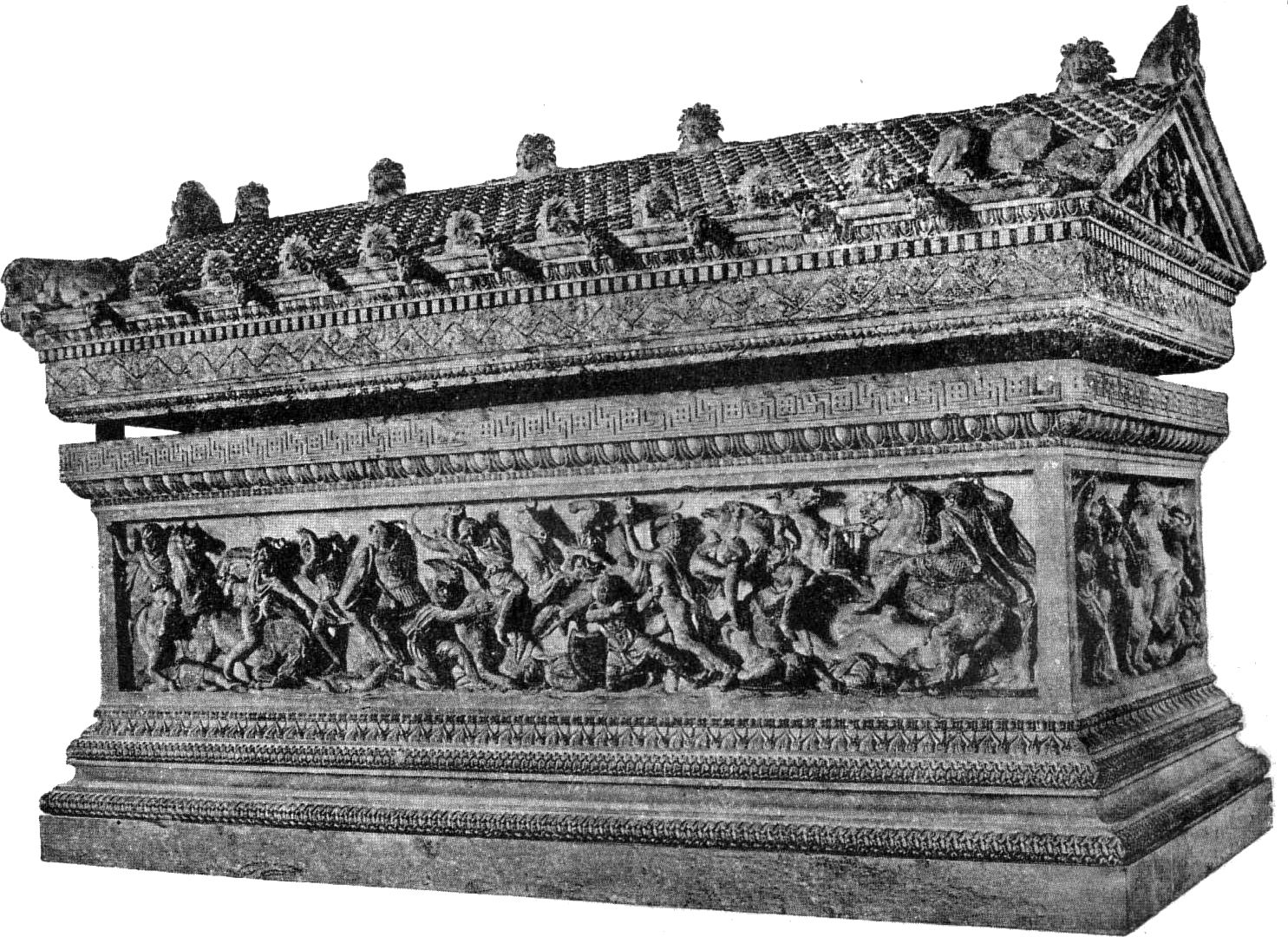
De Alexandersarcofaag

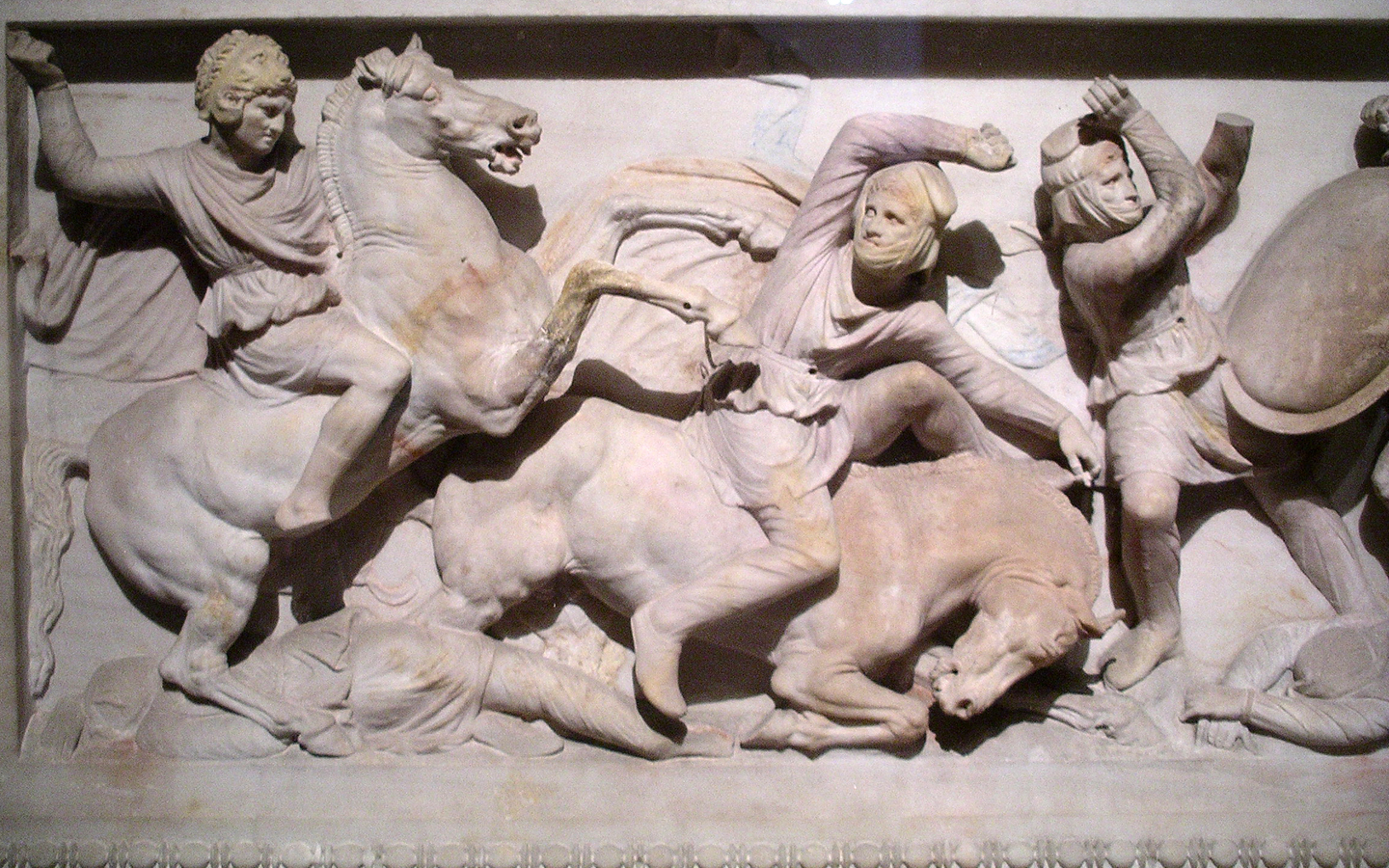
”Alexander bevecht de Perzen”; afbeelding op een zijkant van de sarcofaag

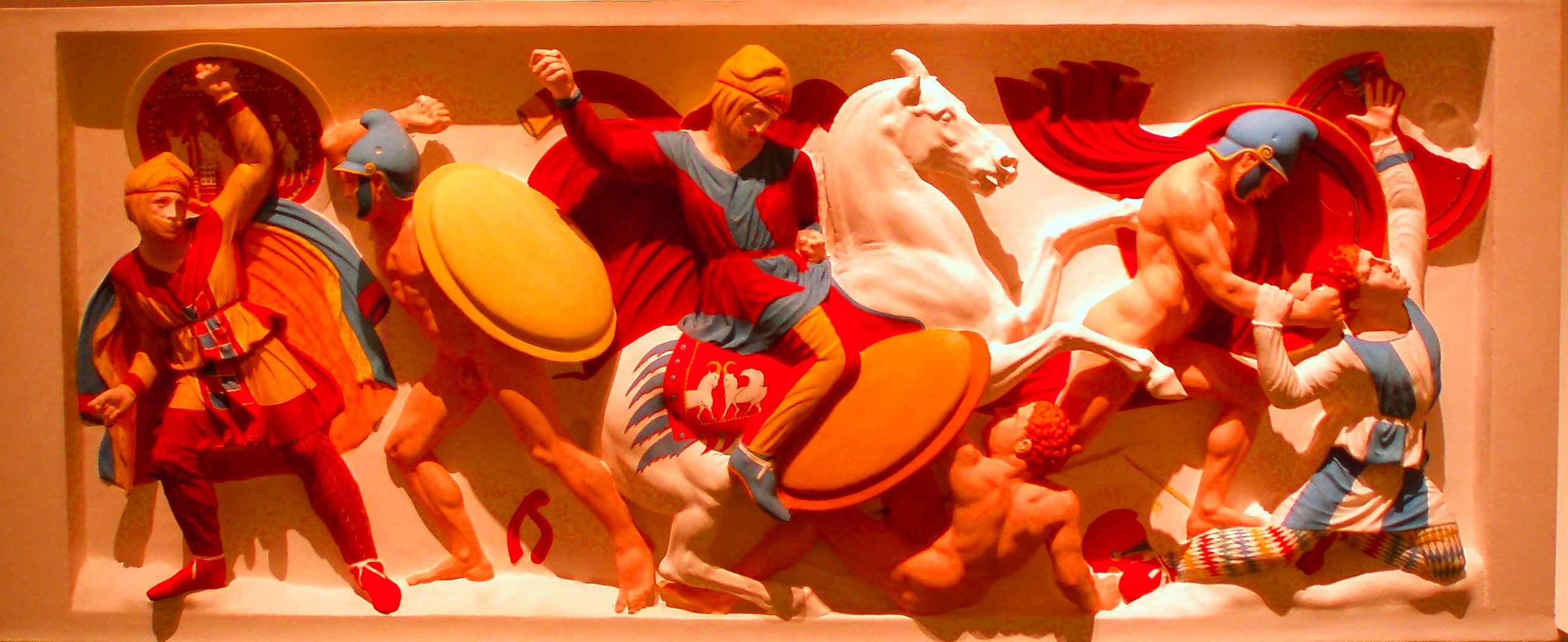
Reconstructie van de kleur van de korte kant van de sarcofaag

De Alexandersarcofaag is een stenen sarcofaag uit de late 4e eeuw v.Chr.. De sarcofaag dankt zijn naam aan het feit dat hij is bedekt met een reliëf van Alexander de Grote. De sarcofaag is opvallend goed bewaard gebleven. Tegenwoordig is het een van de topstukken van het Archeologisch museum van Istanboel.

## Geschiedenis
De Alexandersarcofaag is een van vier massieve, met reliëfs bedekte sarcofagen, die tezamen werden ontdekt in 1887 in de necropolis nabij Sidon, Libanon.
Oorspronkelijk werd gedacht dat het de sarcofaag was van Abdalonymus (gestorven in 311 v. Chr.), de koning van Sidon die onmiddellijk na de Slag bij Issus door Alexander werd aangesteld (331). Onderzoek van Karl Schefold toonde echter aan dat de sarcofaag al voor het overlijden van Abdalonymus was gemaakt.
Aangenomen wordt dat de sarcofaag mogelijk gemaakt is voor Mazaeus, een Perzische edelman en gouverneur van Babylon.

## Omschrijving
De sarcofaag is gemaakt van gesteente uit Pentelikon en in de vorm van een Griekse tempel. Hij bevat nog sporen van zijn polychromie.
Het reliëf op een van de lange kanten van de sarcofaag toont Alexander de Grote in gevecht met de Perzen tijdens de Slag bij Issus. Volkmar von Graeve vergeleek dit reliëf met het beroemde Alexandermozaïek in Napels en kwam tot de conclusie dat beide vermoedelijk gemaakt zijn aan de hand van eenzelfde voorbeeld. Alexander draagt op de afbeelding een leeuwenhuid op zijn hoofd en staat op het punt een speer te gooien naar de Perzische ruiters.
Op de andere lange zijde van de sarcofaag staat een reliëf waarop te zien is hoe Alexander en de Macedoniërs op leeuwen jagen, samen met Abdalonymus en de Perzen.
De korte kanten van de Sarcofaag bevatten eveneens een reliëf van een jacht en een veldslag. Op de ene kant staat Abdalonymus die op een panter jaagt en op de andere een scène van de Slag bij Gaza.
- Gemeinsame Normdatei: 4141822-0
- Virtual International Authority File: 198110105